# Mã Vân
Mã Vân (tiếng Anh: Jack Ma, sinh ngày 10 tháng 9 năm 1964) là một tỷ phú, doanh nhân người Trung Quốc, Đảng viên Đảng Cộng sản Trung Quốc, từng là người giàu nhất Châu Á kiêm Chủ tịch Hội đồng quản trị Tập đoàn Alibaba (Chủ tịch). Ông là người sáng lập Taobao và Alipay, chủ tịch Hội đồng Bảo tồn Thiên nhiên Trung Quốc, thành viên hội đồng quản trị toàn cầu và giám đốc Hoa Nghị huynh đệ.
Mã Vân là người ủng hộ mạnh mẽ nền kinh tế mở và nền kinh tế định hướng thị trường.
Ông là đại sứ toàn cầu cho doanh nghiệp Trung Quốc và thường được coi là một trong những người quyền lực nhất thế giới. Theo Forbes, ông đứng thứ 21 trong danh sách "Những người quyền lực nhất thế giới". Mã Vân cũng là hình mẫu cho các doanh nghiệp khởi nghiệp.
Năm 2017, ông đứng thứ hai trong danh sách "50 nhà lãnh đạo vĩ đại nhất thế giới" hàng năm của tạp chí Fortune. Vào tháng 9 năm 2018, ông tuyên bố sẽ nghỉ hưu tại Alibaba để tập trung theo đuổi công việc hỗ trợ giáo dục, từ thiện và các hoạt động vì môi trường; năm sau, Daniel Zhang kế nhiệm ông làm chủ tịch điều hành.
Tính đến tháng 7 năm 2020, với giá trị tài sản ròng ước tính 48,2 tỷ đô la, Mã Vân là người giàu thứ hai ở Trung Quốc (sau Mã Hóa Đằng) cũng như là một trong những người giàu nhất trên  thế giới, được xếp hạng thứ 20 của tạp chí Forbes.
Năm 2019,  Forbes  đã đưa tên ông vào danh sách "Anh hùng từ thiện của châu Á năm 2019" vì công việc hỗ trợ các cộng đồng kém may mắn ở Trung Quốc, Châu Phi, Úc và Trung Đông.

## Tên họ
Chữ ký của Mã Vân theo chữ Hán phồn thể là 「-{馬雲}-」. Hai tỷ phú cùng họ Mã là Mã Vân và Mã Hoá Đằng được gọi là hai chú ngựa (nhị Mã) trong ngành dịch vụ Internet.
Tencent có một tạp chí nội bộ tên là "Đằng Vân". Ngành công nghiệp dịch vụ Internet từng nói đùa về tên của ấn phẩm và tên của hai người. Một ai đó trong vòng kết nối nói đùa rằng Mã Hoá Đằng hy vọng sẽ dẫn trước Mã Vân.

## Tiểu sử
Tổ tiên của Mã Vân ở trấn Cốc Lai, thành phố Thặng Châu (trước đây là huyện Thặng), tỉnh Chiết Giang, sau này cha mẹ ông chuyển đến Hàng Châu.
Mã Vân đi học ở trường tiểu học số 2 Hàng Châu Trung Bắc khi còn nhỏ (nay là trường tiểu học Trưởng Thọ Kiều).  Sau đó, ông vào học tại trường trung học Thiên Thủy ở Hàng Châu trong một thời gian ngắn.
Sau khi tốt nghiệp trung học năm 1982, lần đầu dự kỳ thi Cao khảo toàn quốc chỉ đạt 1 điểm môn toán. Năm 1983, ông thi đại học lần thứ hai và trượt, chỉ đạt 19 điểm trong bài thi môn toán.
Vì vậy, sau yêu cầu của cha, ông bắt đầu giao sách cho ba tạp chí Sơn Hải Kinh, Đông Hải và Giang Nam trên một chiếc xe ba bánh, và đi làm cả ngày lẫn đêm ở trường.  Năm 1984, ông tham gia kỳ thi tuyển sinh đại học lần thứ 3, đạt 89 điểm môn toán và cuối cùng đỗ chuyên ngành ngoại ngữ thương mại của trường Sư phạm Hàng Châu. Tốt nghiệp Học viện Sư phạm Hàng Châu (nay là Đại học Sư phạm Hàng Châu) chuyên ngành tiếng Anh năm 1988.

## Sự nghiệp kinh doanh
Mã đã xin việc với 30 công việc khác nhau và đều bị từ chối. Ông tâm sự "Tôi đã xin một công việc ngành cảnh sát; họ đã nói, tôi không đủ tốt, Mã nói với người dẫn chương trình Charlie Rose. Tôi đã tới KFC khi họ tới thành phố tôi. Hai muơi tư người nộp đơn. Hai muơi ba người đã được nhận. Tôi là người duy nhất bị từ chối". Mã cũng nói rằng, ông ấy đã nộp đơn 10 lần cho trường Đại học Harvard và họ đã từ chối.
Trong năm 1994, Mã đã được nghe về Internet. Trong năm 1995, ông tới Hoa Kỳ với bạn của mình, người đã giúp giới thiệu ông tiếp cận với Internet. Ông tìm trên internet từ beer, có nhiều loại bia từ khắp nơi trên thế giới, nhưng không có bia từ Trung Quốc, sau đó ông ngạc nhiên khi không có một thông tin nào khi anh đánh từ khóa China. Vì thế anh và bạn của mình tạo ra một website liên quan tới Trung Quốc. Anh giới thiệu website vào lúc 9:40 sáng, và tới 12:30 trưa anh đã nhận một email từ một vài nhà đầu tư muốn biết về ông để đầu tư vào Trung Quốc. Điều đó đã khiến Mã nhận ra rằng Internet ẩn chứa những cơ hội tuyệt vời. Trong tháng 4 năm 1995, Mã cùng vợ và một người bạn đã góp 20.000 đô la và bắt đầu công ty đầu tiên của họ. Công ty của họ được dành riêng để tạo trang web cho các công ty và ông đặt tên cho nó là "China Pages". Trong vòng ba năm, công ty đã kiếm được 5.000.000 nhân dân tệ Trung Quốc, vào thời điểm đó tương đương với 800.000 đô la Mỹ.
Năm 1999, trong căn hộ ở Hàng Châu, ông cùng 17 người bạn thành lập Alibaba với số tiền 60.000 USD.
Tính đến thời điểm tháng 11 năm 2018, theo danh sách các tỉ phú thế giới (The World's Billionaires) trên Forbes, ông sở hữu khối tài sản 34,2 tỷ USD. Trước đó có lúc tài sản của ông trên 40 tỷ USD. Mã Vân nắm giữ 9% cổ phần của tập đoàn Alibaba.
Tháng 11 năm 2018, Nhân Dân nhật báo tiết lộ Mã Vân là đảng viên Đảng Cộng sản Trung Quốc. Điều này gây bất ngờ cho giới quan sát.

## Giải thưởng và thành tựu
Jack Ma được tạp chí 'Tuần lễ kinh doanh' bình chọn là 'Doanh nhân của năm' và được góp mặt vào danh sách "25 doanh nhân quyền lực nhất châu Á" vào năm 2005.
Năm 2009 là một năm đầy thú vị trong cuộc đời của Jack; ông lọt vào danh sách "100 người có ảnh hưởng nhất thế giới" của tạp chí Time. Gã khổng lồ internet cũng được bầu chọn là 'Nhân vật kinh tế năm 2009 của CCTV: Lãnh đạo doanh nghiệp của giải thưởng thập kỷ'.
Tạp chí nổi tiếng Forbes đã gọi ông là người đàn ông quyền lực thứ 30 trên thế giới vào năm 2014.
Tại lễ trao giải Asian Awards được tổ chức năm 2015, ông được coi là giải thưởng 'Doanh nhân của năm'.